# 김현서
김현서(한국 한자: 金峴誓, 2004년 3월 25일 ~ )는 대한민국의 축구 선수로, 포지션은 미드필더이다. 현재 K리그1 인천 유나이티드 FC 소속이다.